# Gawcott
Gawcott (Gawcott with Lenborough) è un villaggio e parrocchia civile dell'Inghilterra, appartenente alla contea del Buckinghamshire.